# SMS Baden
Az SMS Baden a Német Császári Haditengerészet egyik Bayern-osztályú csatahajója volt az első világháború idején. A hajó gerincét még a háború előtt fektették le, 1915 októberében bocsátották vízre és 1917 márciusában állították szolgálatba. Három testvérhajója közül egyedül a Bayern készült el, míg a Sachsen, és a Württemberg nem épültek meg a háború végéig. A 32 200 t teljes vízkiszorítású csatahajó fő fegyverzetét nyolc darab 38 cm űrméretű löveg alkotta és 21 csomós végsebesség elérésére volt képes. Testvérhajójával a Kaiserliche Marine legnagyobb méretű és legnagyobb tűzerejű hadihajói voltak.
Szolgálatba állítása után a Friedrich der Großét váltva a Baden lett a flotta zászlóshajója. A rövid pályafutása során kevés hadműveletben vett részt, egyetlen jelentősebb bevetése 1918 áprilisában harc nélkül zajlott le. 1918 novembere után a Nyílttengeri Flotta nagy részével együtt Scapa Flow-ban internálták, ahol 1919. június 21-én Ludwig von Reuter ellentengernagy utasítására a flotta önelsüllyesztést hajtott végre. Brit tengerészeknek sikerült a süllyedőben lévő Badenre feljutniuk és a sekélyebb partmenti vizekre vontatniuk, így a csatahajó csak megfeneklett. Az ismét úszóképessé tett hajót a britek alaposan tanulmányozták, majd célhajóként alkalmazva 1921-ben elsüllyesztették.

## Tervezése

A Bayern-osztály páncélozottságát szemléltető ábra

A Bayern-osztály egységeinek megtervezése 1910-ben kezdődött az angol–német flottaépítési verseny jegyében, melynek során a fő hangsúlyt a nehéztüzérség lövegeinek űrméretére helyezték. A korábbi német csatahajókat 30,5 cm-es lövegekkel fegyverezték fel, de miután más haditengerészeteknél 343 mm-es és 356 mm-es lövegeket rendszeresítettek, a németek is növelni kívánták az űrméretet az építendő hajóikon. A megfontolásaik során szóba került a 32 cm-es, a 38 cm-es és a 40 cm-es űrméret. Alfred von Tirpitz tengernagy, a Reichsmarineamt államtitkára a második marokkói válság miatti közfelháborodást fel tudta használni arra, hogy a német parlamentet a haditengerészeti kiadások további növelése érdekében nyomás alá helyezze és ezzel nagyobb kaliberű ágyúkhoz előteremtse a forrásokat. A tervezői részleg a 38 cm-es űrméret mellett döntött, mivel a 40 cm-es ágyúk jóval drágábbak lettek volna és már a 38 cm-es ágyú is jelentős előrelépésnek számított a korábbiakhoz képest.
A Baden teljes hosszúsága 180,0 m, maximális merülése 9,4 m, legnagyobb szélessége 30,0 m, teljes terheléssel a vízkiszorítása 32 200 t volt. Ezzel a Bayern-osztály több, mint 3000 t-val volt nehezebb, mint az őt megelőző König-osztály csatahajóié, ezzel pedig a Kaiserliche Marine legnagyobb csatahajói lettek.
A Baden meghajtásáról három Schichau által gyártott gőzturbina gondoskodott, melyeket 14 vízcsöves gőzkazán látott el gőzzel. Ezek közül 11 volt szén-, és 3 olajtüzelésű. A turbinák teljesítményét 35 000 le-re becsülték, de a próbajáratok során 56 275 le leadására voltak képesek. Ezzel a tervezett csúcssebességénél (21 csomó) gyorsabban, 22,1 csomóval tudott haladni teljes gőzzel. Szolgálatba állításakor 42 tiszt és 1129 sorállományú teljesített rajta szolgálatot. A Bayern-osztály hajói voltak az első német hadihajók, melyeket 38 cm űrméretű ágyúval szereltek fel, ezek megjelölése 38 cm SK L/45 "Max" volt. A nyolc löveget négy lövegtoronyban helyezték el kettesével, két-két lövegtorony kapott helyet a felépítmény előtt és mögött. A hajó övpáncélzatának vastagsága 170-350 mm volt, a fedélzeté 60-100 mm. Az elülső parancsnoki tornyának páncélvastagsága 400 mm, a lövegtoronyok páncélzata oldalt 350 mm, felül 200 mm vastagságú volt.
A Baden annyiban különbözött testvérhajójától, a Bayerntől, hogy valamivel nagyobb hajóhidat kapott, mivel flottazászlóshajónak tervezték és így nem csak a saját parancsnokának, hanem egy tengernagynak és annak stábjának is kellő helyet kellett biztosítani egy flottakötelék hatékony vezetéséhez.

## Szolgálata
A Badent Ersatz Wörth átmeneti megjelöléssel rendelte meg 1912-ben a haditengerészet az abban az évben elfogadott negyedik flottatörvény által biztosított költségvetés keretében. A gerincét 1913. december 20-án a Schichau Művek danzigi hajógyárában fektették le 913-as építési számmal és az elkészült hajótestet 1915. október 30-án bocsátották vízre. A munkálatokat az első világháború kitörése jelentősen hátráltatta, elsőként az oroszok előretörése Kelet-Poroszországban, ami veszélyeztette magát Danzigot is. Miután a hajógyárban újraindították a munkálatokat, a rendelkezésre álló anyagokat a Lützow csatacirkáló és az eredetileg orosz megrendelésre építeni kezdett Elbing és Pillau könnyűcirkálók befejezésére fordították. A Badenen csak azt követően folytatták a komolyabb munkálatokat, miután ezeket a projekteket befejezték. A csatahajó 1916. október 19-én vált menetkésszé és a próbajáratait 1916 decemberében és 1917 januárjában teljesítette, majd 1917. március 14-én állt szolgálatba. A Baden két másik testvérhajója, a Württemberg és a Sachsen nem készült el teljesen és a háború után lebontották őket. Így a Baden lett a Kaiserliche Marine utolsóként elkészült csatahajója. A legénységének nagy része, és a parancsnoka, Victor Harder is a skagerraki csata során elsüllyedt Lützow-ról érkezett.
A Nyílttengeri Flotta állományába való felvételét követően a Baden Franz von Hipper altengernagy zászlóshajóként szolgált egészen a háború végéig. 1917 augusztusának végén a Baden fedélzetén tett látogatást Vilmos császár Helgoland megerődített szigetére a Derfflinger csatacirkáló illetve az Emden és a Karlsruhe könnyűcirkálók kíséretében. A látogatás után a csatahajó a császárral visszatért Cuxhavenbe. Cuxhaven előtt a hajó alja érintette a tengerfeneket, de ez nem okozott jelentősebb károkat benne. Az év hátralévő részében kevés aktivitást mutatott, míg a flotta jelentős részét az Albion hadművelet végrehajtásához a Balti-tengerre irányították át. A Nyílttengeri Flotta a megosztottsága miatt nem tudott támadó hadműveletben részt venni az Északi-tengeren, és emiatt a Baden is tétlenségre volt ítélve amíg a flotta erői újra nem egyesültek.

### A Nyílttengeri Flotta 1918. április 23-ai előretörése az Északi-tengeren

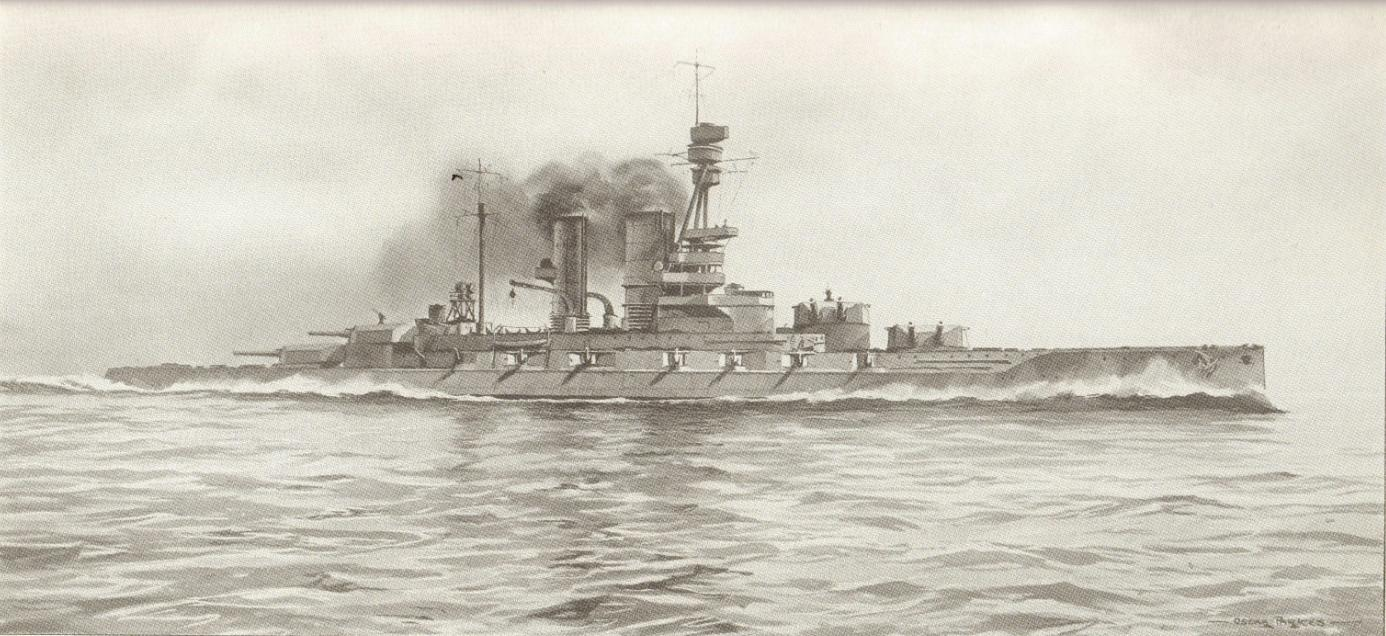
A Bayern-osztály felismerhetőségi rajza

1917 végén a Nyílttengeri Flotta könnyű erői a Norvégia és a Brit-szigetek között közlekedő konvojok ellen intéztek támadásokat. Október 17-én a Brummer és Bremse könnyűcirkálók elfogták az egyik ilyen konvojt és a hozzá tartozó 12 teherhajóból 9-et elsüllyesztettek. December 12-én német rombolók egy másik brit konvojon ütöttek rajta, mely öt kereskedelmi hajóból és két rombolóból állt. A kereskedelmi hajókat mind elsüllyesztették és az egyik rombolót is. E két rajtaütést követően David Beatty tengernagy, a brit főerőket tömörítő Grand Fleet parancsnoka csatahajókat rendelt a konvojok biztosítására. Ezzel olyan lehetőség adódott a németek számára, amire a háború kezdete óta vártak: a számbeli fölényben lévő Grand Fleet egy kisebb részén rajtaüthettek és megsemmisíthették azt. Hipper tengernagy tervei szerint az I. felderítőcsoport csatacirkálói könnyűcirkálók és rombolók kíséretében támadást intézett volna egy konvoj ellen, miközben a Nyílttengeri Flotta többi része őket támogatva megsemmisítheti a brit csatahajórajt.
1918. április 23-án 05:00-kor a német flotta kifutott a Jade torkolata előtti Schillig-révről. Baden fedélzetén tartózkodó Hipper tengernagy a rádióforgalom minimálisra való korlátozását rendelte el, hogy a brit hírszerzés ne szerezhessen tudomást a hadműveletről. Másnap 06:10-kor a német csatacirkálók nagyjából 60 km-re voltak délnyugatra Bergentől, mikor a Moltke a jobb oldali belső hajócsavarát elveszítette, ami súlyos károkat okozott a hajtóművében. A sérült hajót sikerült annyira rendbehozni, hogy 4 csomós sebességgel haladni tudjon, de úgy döntöttek, hogy vontába veszik. A Moltke kiválása ellenére Hipper folytatta a hadműveletet északi irányba. 14:00-re a németek többször is keresztezték a kereskedelmi hajók feltételezett útvonalát, de nem találtak rá a keresett konvojra, ezért 14:10-kor Hipper a visszatérés mellett döntött és délnek kanyarodott a flottával. A Hochseeflotte 18:37-kor érte el a védelmi aknamezőket. Az később derült ki a németek számára, hogy az elfogni kívánt konvoj egy nappal később futott ki, mint ahogy arra ők számítottak.
Május 24-én Baden ismét Helgolandhoz hajózott, ezúttal Reinhard Scheer tengernagyot és Frigyes badeni nagyherceget vitte a sziget meglátogatására. Az úton ezúttal csak a Karlsruhe kísérte el. Augusztusban a csatahajó szárazdokkba került karbantartási munkák elvégzéséhez és a hónap 7-én Hipper váltotta Scheert a flottaparancsnoki tisztségben. A Baden szárazdokkját augusztus 24-én árasztották el ismét vízzel és szeptember 6-án részt vett a Nyílttengeri Flotta utolsó hadgyakorlatán.

### A novemberi forradalom és a Scapa Flow-i internálás

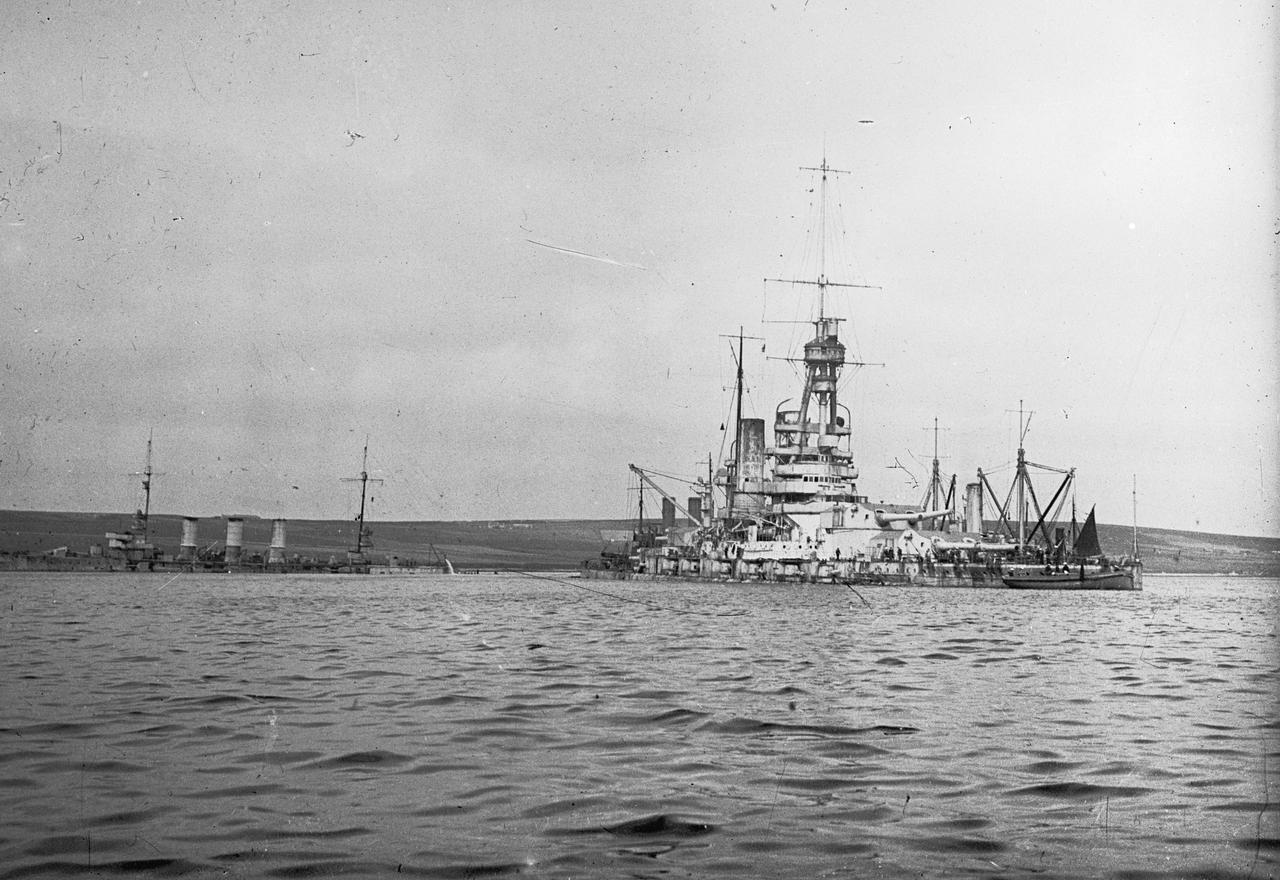
Kiemelési munkálatok a csatahajón Scapa Flow-ban, háttérben a Frankfurt könnyűcirkáló

A Baden a flotta zászlóshajójaként részt vett volna az október 24-ei hadparancs alapján végrehajtandó hadműveletben pár nappal a fegyverszünet életbe lépése előtt. A hadműveletben a Nyílttengeri Flotta nagy részének kellett volna kihajóznia Wilhelmshavenből azzal a céllal, hogy harcra bírja a brit Grand Fleetet. A hadművelettel Hipper és Scheer a lehető legnagyobb kárt igyekezett okozni a brit flottának tekintet nélkül a saját veszteségekre és ezzel próbálták javítani Németország pozícióját a béketárgyalásokon. 1918. október 29-én kiadták a parancsot a Wilhelmshavenből való kifutásra a Jade torkolatáig, hogy az ottani révtől másnap reggel induljanak a hajók a bevetésre. Október 29-én éjjel azonban a Thüringen csatahajó tengerészei fellázadtak. 30-án a Thüringen mellett horgonyzó Helgoland csatahajón is lázongani kezdett a legénység. Mindkét csatahajón felhagytak a zavargással, miután két romboló közelített hozzájuk azzal fenyegetve, hogy tüzet nyitnak amennyiben folytatják a csatahajók fedélzetén a rendbontást. Ezután a két csatahajó legénységét partra vitték és bebörtönözték. A Baden fedélzetén a hangulatot „veszélyesnek” minősítették ezekben a napokban. A lázongás ezután átterjedt a kikötőre és november 3-án mintegy 20 000 tengerész, dokkmunkás és civil összecsapott a hatóságokkal Kielben, hogy kiszabadítsák a fogságba vetetteket. Közben november 9-én a szocialisták vörös zászlaját felvonták a Badenen, ami után Hipper és Scheer elállt a tervezett hadművelet végrehajtásától.
A Baden a fegyverszüneti egyezményben nem szerepelt az internálandó hajók listáján, de miután a Mackensen csak félkész állapotban volt és nem lehetett vele kihajózni, a Badent indították útnak helyette. A Baden így nem tartott a november 21-én induló Nyílttengeri Flotta zömével, hanem csak 1919. január 7-én indult el Scapa Flow-ba és megérkezte után a Regensburg könnyűcirkáló vette át a legénységének a zömét, hogy visszaszállítsa Németországba. A britek január 9-én megszemlélték a csatahajót, melynek azonban számos technikai eszközét, így a tüzérségi felszerelés egy részét is leszerelték még Németországban. A flotta internálás alatt volt a béketárgyalások ideje alatt. Ludwig von Reuter tengernagy a The Times lapjairól értesült arról, hogy a fegyverszünet 1919. június 21-én délben le fog járni, és eddig Németországnak alá kell írnia a békemegállapodást. A tengernagy arra számított, hogy a britek a határidő lejártakor meg fogják szállni a hajóit, ezt megelőzendő pedig úgy döntött, hogy az első adandó alkalommal elsüllyeszti azokat. Június 21-én reggel a brit flotta kihajózott Scapa Flow-ból gyakorlatozni. Ezt az alkalmat kihasználva a flottaparancsnok 11:20-kor kiadta a parancsot a hajóinak az önelsüllyesztésre.
A Baden legénységének nagy részét aznap reggel egy ellátóhajó kipakolására rendelték, így nem volt elegendő ember a fedélzetén a fenékszelepek megnyitásához. Emiatt a Baden lett az utolsó nagy hadihajó, mely hozzá tudott látni az önelsüllyesztéshez, a briteknek pedig maradt elég idejük arra, hogy biztosítsák a hajót, elvágják a horgonyláncait és sekélyebb vízre vontatva sikerült megakadályozniuk az elsüllyedését. Bruce Fraser vezette azokat a briteket, akik a Baden fedélzetére mentek. A Baden volt az egyetlen olyan kapitális hadihajó Scapa Flow-ban, mely nem süllyedt el teljesen. A csatahajót július 19-re ismét úszóképessé tették, majd az invergordoni haditengerészeti támaszpontra vontatták.

### Brit szolgálatban
Miután megérkezett Invergordonba, a Badent a brit haditengerészet technikusai alapos vizsgálatoknak vetették alá. A szakemberek megvizsgálták a hajótestet, a hajócsavarokat, a lengéscsillapító hosszbordáit, a kormánylapátjait, hogy megállapítsák a hajótest közegellenállásának mértékét a vízben. A vizsgálatok azt mutatták, hogy ez nagyjából olyan mértékű volt a Badennél, mint a brit Revenge-osztály hajóinak esetében. A hajótest páncélzatát is részletesen tanulmányozták és arra jutottak, hogy annak kialakításánál a németek nem használták fel a skagerraki csata tapasztalatait.
A fő lövegtornyok és lőszerraktárak vizsgálata során többek között azt vizsgálták, hogy milyen gyorsan lehet elárasztani a lőszerraktárakat. A méréseik alapján ehhez 12 percre volt szükség. Az Excellent tüzérségi iskola töltési gyakorlatokat hajtott végre a nehéztüzérség lövegeivel. A gyakorlatok során 23 másodperc alatt sikerült a 38 cm-es lövegeket betölteni, ami 13 másodperccel volt gyorsabb, mint a Queen Elizabeth-osztály hasonló űrméretű ágyúinak esetében. A csatahajó vízzáró falainak kialakítása és a víz alatti védelmi rendszere is különösen érdekelte a briteket, így alaposan szemügyre vették a szivattyúkat és ellenárasztási felszereléseit. Phipps Hornby, aki hetekig a Baden fedélzetén élt a vizsgálatok alatt, Arthur Marder történésznek 1969-ben azt írta, hogy „a megfontolt véleményem – amiről tudom, hogy a munkát velem együtt végzők véleményével is megegyezik – az, hogy „harci gépezetként tekintve” a Baden a Királyi Haditengerészet minden vele összehasonlítható hajójával szemben határozott fölényben volt.”

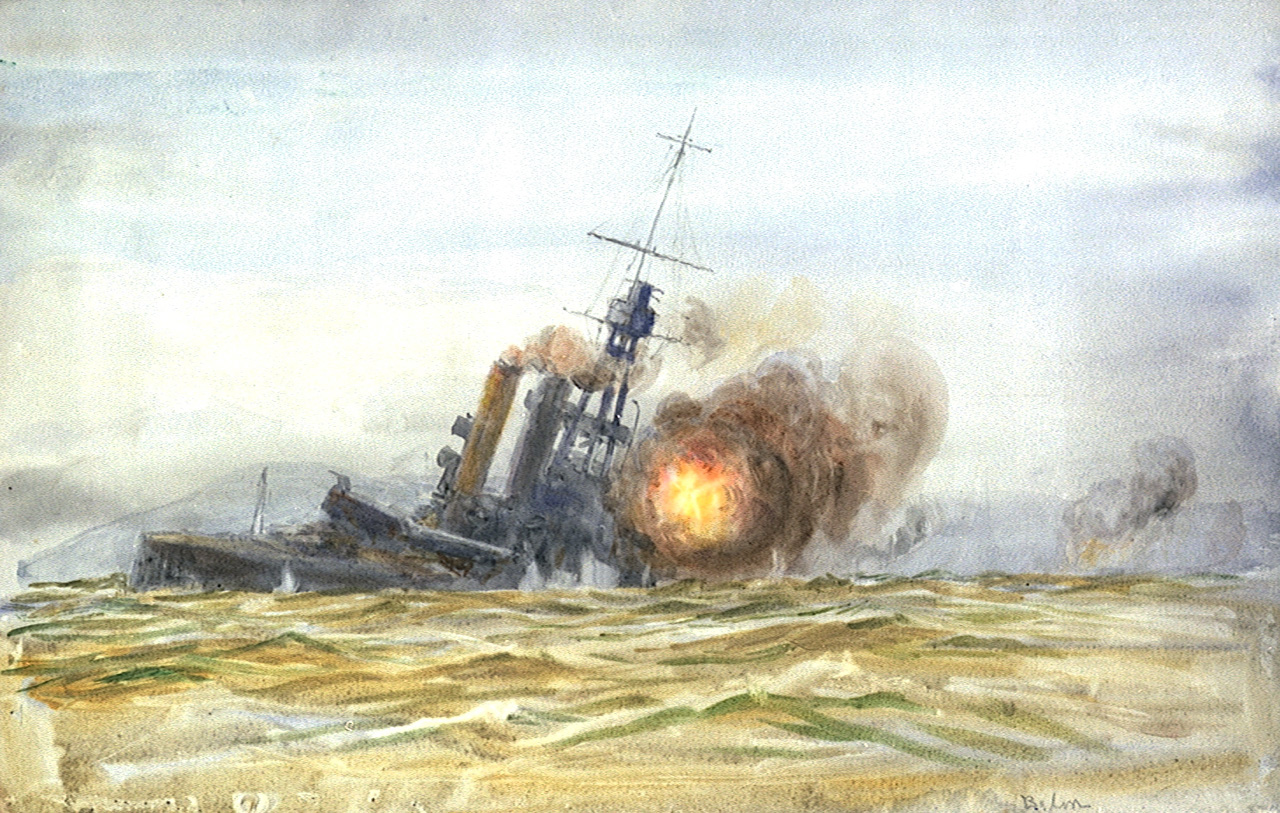
Festmény a Baden célhajóként való elsüllyedéséről, 1921. augusztus 16.

A vizsgálatok elvégzése után úgy döntöttek, hogy a Badent tüzérségi gyakorlatokon célhajóként fogják használni. 1921 januárjára ütemezték az első tüzérségi teszteket. Az Excellent tüzériskola tüzérei olyan új fejlesztésű páncéltörő lövedékeket lőttek ki rá, melyeket a skagerraki csata után rendszeresítettek. Ezeket az első teszteket azért hajtották végre, hogy megállapítsák a robbanófejekhez szükséges robbanóanyag megfelelő arányát. A Skagerraknál kilőtt brit lövedékek ugyanis gyakran egyszerűen darabokra törtek a nehéz német páncélzatnak csapódva ahelyett, hogy átütötték volna azt. A Terror monitort 500 yardra horgonyozták le tőle, hogy a 15 hüvelykes (38 cm-es) ágyúival közvetlen közelről adhasson le rá lövéseket. Annak érdekében, hogy a meredeken leérkező lövedék becsapódását szimulálni tudják, a Baden bal oldaláról páncéllemezeket szereltek le és a szénkészletet is eltávolították innen, így a hajó a jobb oldalára dőlt meg. Az elülső lövegtornyát ekkorra már eltávolították. A Terror 17 lövést adott le különböző típusú lövedékekkel a Badenre. A brit haditengerészet arra az eredményre jutott a tesztek alapján, hogy az új fejlesztésű lövedékek megfelelőek a nehéz páncélzatok átütésére és sokkal hatékonyabbak, mint a korábbi, a skagerraki csatában használt típus. A tesztek utáni erős hullámzás elsüllyesztette a sérült hajót a sekély vízben, de három hónap múlva ismét kiemelték és javítások elvégzéséhez dokkba állították. 1921 augusztusában ismét készen állt újabb tesztek elvégzéséhez.
E második tesztelésre 1921. augusztus 16-án került sor. Ekkor az Erebus monitor lőtt ki különböző típusú lövedékeket a Badenre a 381 mm-es ágyújával. Ezúttal a lövedékek nem teljesítettek olyan jól a német csatahajó páncélzatával szemben. Az egyik páncéltörő lövedék (AP) nem robbant fel és két félpáncéltörő lövedék (semi-AP) széttörött becsapódáskor. Hat légibombát is robbantottak a hajón, de ezeket nem ledobták rá, hanem a hajóra rögzítették és távirányítással hozták őket működésbe. A bombák nem fejtették ki a várt rombolóerőt. A második tüzérségi tesztet követően a Badent elsüllyesztették. A Hurd Deep Portsmouthtól délnyugatra lévő vizein nagyjából 180 méteres mélységben nyugszik.
A Badenen végzett vizsgálatok legfontosabb eredménye a britek számára az volt, hogy a 180 mm-es, közepes vastagságúnak számító páncéllemezek egyáltalán nem védenek a nagy kaliberű lövedékektől. Ennek alapján a brit haditengerészet az all or nothing (mindent vagy semmit) elvet tette magáévá a páncélzat elrendezésének terén, amit már az Egyesült Államok korábban magáévá tett. Az all or nothing páncélzatelrendezési elv szerint a hajók létfontosságú részeit extrém vastag páncélzattal kellett borítani, míg a többi részüket teljesen védtelenül kellett hagyni. Ezt alkalmazták a háború után épült első brit csatahajóknál, a Nelson-osztálynál.

## Parancsnokai
| 1916. október 19. – 1918. augusztus 5.   | Victor Harder sorhajókapitány     |
| 1918. augusztus 24. – 1918. november 30. | Heinrich Retzmann sorhajókapitány |
| 1918. december 1. – 1919. június 21.     | Otto Zirzow korvettkapitány       |

## Fordítás
- Ez a szócikk részben vagy egészben  a   SMS Baden című angol Wikipédia-szócikk ezen változatának fordításán alapul.  Az eredeti cikk szerkesztőit annak laptörténete sorolja fel. Ez a jelzés csupán a megfogalmazás eredetét és a szerzői jogokat jelzi, nem szolgál a cikkben szereplő információk forrásmegjelöléseként.
- Ez a szócikk részben vagy egészben  a   SMS Baden (1915) című német Wikipédia-szócikk ezen változatának fordításán alapul.  Az eredeti cikk szerkesztőit annak laptörténete sorolja fel. Ez a jelzés csupán a megfogalmazás eredetét és a szerzői jogokat jelzi, nem szolgál a cikkben szereplő információk forrásmegjelöléseként.

## További olvasmányok
- Spoils of War: The Fate of Enemy Fleets after the Two World Wars. Barnsley: Seaforth Publishing (2020). ISBN 978-1-5267-4198-1